# Tarpessita fulgens
Tarpessita fulgens är en tvåvingeart som beskrevs av Henry J. Reinhard 1967. Tarpessita fulgens ingår i släktet Tarpessita och familjen parasitflugor.
Artens utbredningsområde är Colombia. Inga underarter finns listade i Catalogue of Life.